# Shun-ei Izumikawa
Shun-ei Izumikawa (japanska: 泉川 俊英?, Izumikawa Shun'ei) är en japansk astronom.
Minor Planet Center listar honom som S. Izumikawa och som upptäckare av 2 asteroider.

## Asteroider upptäckta av Shun-ei Izumikawa
| 5239 Reiki [A]                              | 14 november 1990 |
| 27748 Vivianhoette [A]                      | 9 januari 1991   |
| Upptäckt tillsammans med: A Osamu Muramatsu |                  |